# Johann Balthasar Schupp

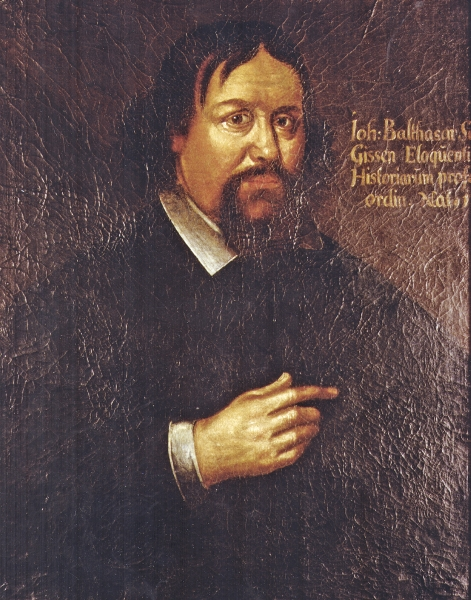
Johann Balthasar Schupp in der Gießener Professorengalerie

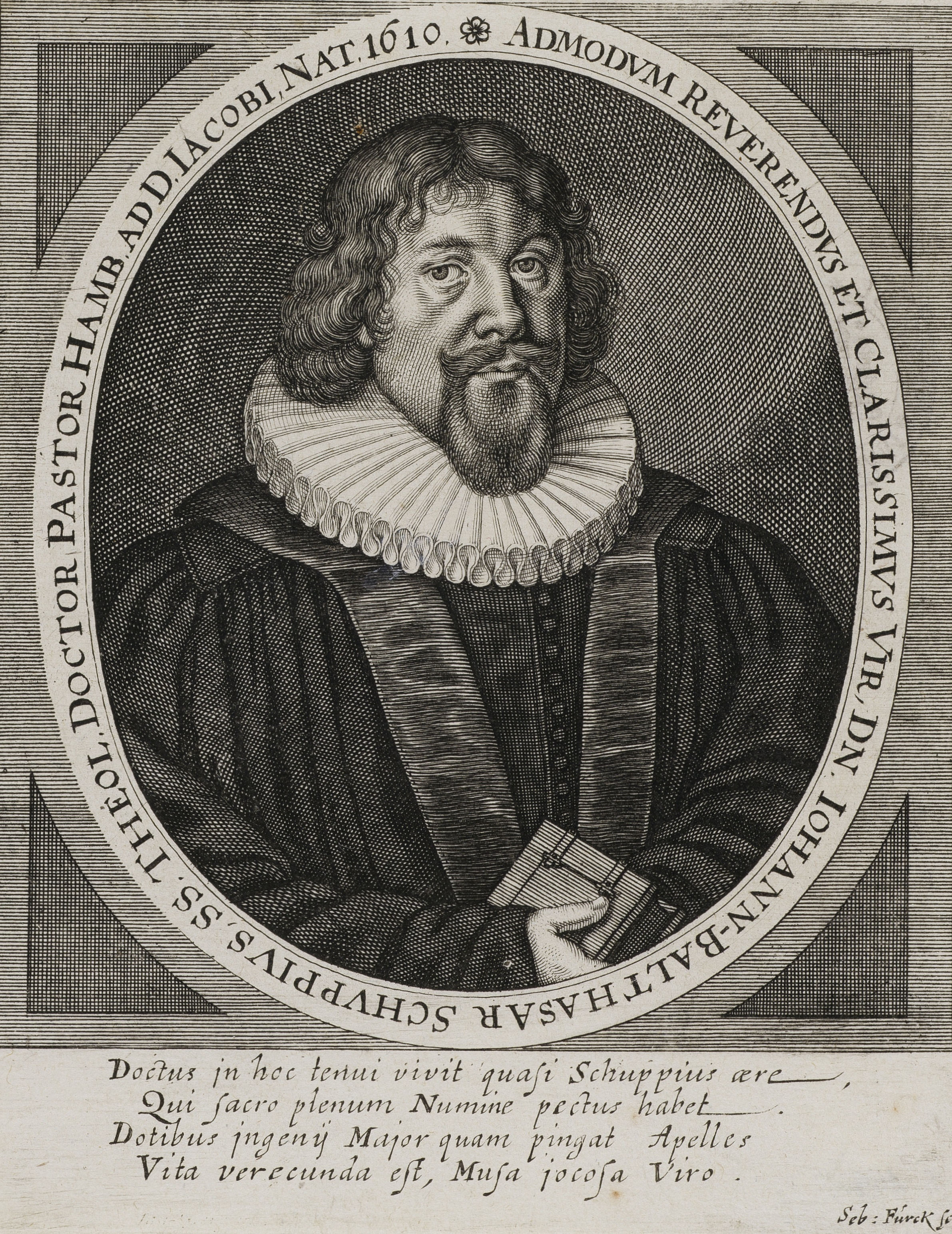
Johann Balthasar Schupp, Kupferstich von Sebastian Furck

Johann Balthasar Schupp (auch Schuppius, Pseudonyme: Antenor, Ambrosius Mellilambius, * 1. März 1610 in Gießen; † 26. Oktober 1661 in Hamburg) war ein deutscher satirischer Schriftsteller, geistlicher Lyriker und lutherischer Theologe.

## Leben
Schupp besuchte die Schule in seiner Heimatstadt und studierte ab 1625 Theologie und Philosophie an der Philipps-Universität Marburg. 1628 unternahm er eine Reise durch Süddeutschland und die Ostseegebiete. Im Oktober 1630 setzte er sein Studium an der Universität Rostock fort und erwarb dort am 18. August 1631 den Magistertitel unter Peter Lauremberg. Anschließend begann er an der Universität von Marburg zu unterrichten. Vor den Wirren des Krieges und der Pest flüchtete er nach Holland; seit 1635 war er Professor der Geschichte und Beredsamkeit in Marburg, seit 1643 auch Pastor an der Elisabethkirche. Ebenfalls 1643 war er Prorektor der Universität. 1645 promovierte er zum Doktor der Theologie.
Nachdem er bei der Eroberung Marburgs 1646 im Hessenkrieg seine gesamte Habe verloren hatte, wurde er Hofprediger des Landgrafen von Hessen-Darmstadt und Konsistorialrat in Braubach. 1647–1648 nahm er als Delegierter des Landgrafen an den Friedensverhandlungen in Münster teil, wo er 1648 die beiden Friedenspredigten hielt. Seit 1649 wirkte er als Hauptpastor an der Hamburger Jakobikirche, wo er für seine Redegewalt berühmt war.
1657 erhielt Schupp wegen seiner satirischen Schriften ein Publikationsverbot in Hamburg, so dass seine Werke fortan in Wolfenbüttel erschienen. Schupp verfasste auch pädagogische Veröffentlichungen und galt als geistlicher Lyriker von Rang.
Im Deutschen Wörterbuch der Brüder Grimm ist er (unter seinem latinisierten Namen Schuppius) als der Erste bezeichnet, von dem „Johan Balhorn, der buchtrucker zu Soost in Westphalen, welcher das abcbuch vermehrt und verbessert herauszgeben liesz“, im Sinn eines Verschlimmbesserers erwähnt wurde.

## Werke
- Dissertatio Praeliminaris De Opinione, Johan-Balthasaris Schuppii, Eloquentiae Et Historiarum Professoris in Academia Marpurgensi. Rintelii: Lucius, 1640. Digitalisierte Ausgabe der Universitäts- und Landesbibliothek Düsseldorf
- Ineptus Orator. Ed. tertia. Marpurgi: Chemlin, 1642. Digitalisierte Ausgabe der Universitäts- und Landesbibliothek Düsseldorf
- „Eusebia prodeumbulans“, 1642
- „Aurora“, 1642
- „De Arte Ditescendi Dissertatio Prior ex Avellino Ad Philosophos in Germaniä“, 1645
- „Morgen- und Abendlieder“, 1655
- „Gedenk daran“, 1656
- „Der Rachgierige und unversöhnliche Lucidor“, 1657
- „Salomo oder Regentenspiegel“, 1657
- „Freund in der Not“, 1657
- „Relation aus dem Parasso“, 1658
- „Ein Holländisch Pratgen“, 1659
- „Der geplagte Hiob“, 1659
- „Dr. Lucianus“, 1659
- „Eilfertiges Sendschreiben“, 1659
- „Kalender“, 1659
- „Abgenötigte Ehrenrettung“, 1660
- „Corinna oder die ehrbare Hure“, 1660
- „Ninivitischer Bußspiegel“, 1667
- „Lehrreiche Schriften“, 1677
- „Der schändliche Sabbathschänder“, 1690